# Biserka Cvejić
Biserka Cvejić   (Jesenice, 5 de novembre de 1923 - Belgrad, 7 de gener de 2021) fou una mezzosoprano sèrbia d'origen croat.

## Biografia
Biserka Cvejić (Biserka Katusić de soltera) va passar la seva joventut a Bèlgica, a la ciutat d'Ougrée. Al final de la Segona Guerra Mundial, va marxar a descobrir el seu país, pujant clandestinament a un tren de mercaderies amb l'ajuda d'un militar estatunidenc.
En arribar a Belgrad, va conèixer el seu futur marit, el doctor Dusko Cvejić, un especialista otorrinolaringòleg. Biserka va estudiar a la facultat de música de Belgrad.
Va fer els seus començaments operístics l'any 1950. El seu primer paper principal va ser Charlotte, de l'òpera Werther, de Jules Massenet. Va cantar a l'Òpera de l'Estat de Viena entre 1959 i 1979, així com a l'Òpera de Zagreb. Al llarg de la seva carrera va cantar al Metropolitan Opera de Nova York, al Gran Teatre del Liceu de Barcelona, a La Scala de Milà i al Royal Opera House (Covent Garden) de Londres. El seu repertori va incloure els papers més importants de grans òperes, entre les quals Aida, Carmen i Don Carlos. Va debutar al Liceu amb l'òpera Aida el 10 de desembre de 1960, i hi va cantar les temporades 1960-1961 i 1971-1972.
Es va retirar dels escenaris l'any 1978.
A continuació es va dedicar a l'ensenyament del cant. L'any 2001 se li va concedir la Legió d'Honor francesa.